# Sorella
Sorella, pseudoniem van Theresia (Thérèse) Peizel-Ansingh (Amsterdam, 9 juli 1883 – aldaar, 16 september 1968), was een Nederlandse schilderes. Ze werd door kunstcriticus Kasper Niehaus in 1934 "de achtste joffer" genoemd. Het Italiaanse woord 'sorella' betekent letterlijk 'zusje'.

## Leven en werk
Sorella was een dochter van de apotheker Edzard Willem Ansingh en Clara Theresa Schwartze. Ze kwam uit een kunstzinnige familie, ze was een kleindochter van kunstschilder Johann Georg Schwartze en een nichtje van schilderes Thérèse Schwartze en beeldhouwster Georgine Schwartze. Ze is met haar moeder, zus Lizzy en andere familieleden afgebeeld op het schilderij Mijne huisgenooten van haar tante Thérèse.  
Sorella wilde aanvankelijk zangeres worden en kreeg enige jaren zangles in Londen, maar had zoveel last van plankenkoorts dat ze daarvan afzag. Ze trouwde in 1917 met de schilder Bart Peizel (1887-1974). Sorella begon pas met schilderen toen ze bijna vijftig werd. In tegenstelling tot haar zus Lizzy Ansingh, die de Rijksakademie bezocht, vormde Sorella zichzelf. Ze had haar expositiedebuut in januari 1934. Ze werkte met pastel en schilderde onder meer bloemen, dieren en portretten. Sorella was lid van Arti et Amicitiae en Sint Lucas. In 1941 won ze de St. Lucasprijs en in 1956 de Artimedaille. Naar verluidt was haar echtgenoot jaloers op de waardering die zij ontving en heeft hij na haar overlijden werken van haar vernield.
De schilderes overleed in 1968, op 85-jarige leeftijd. Ze werd begraven op begraafplaats Rustoord in Diemen.